# Ko Phiphidon

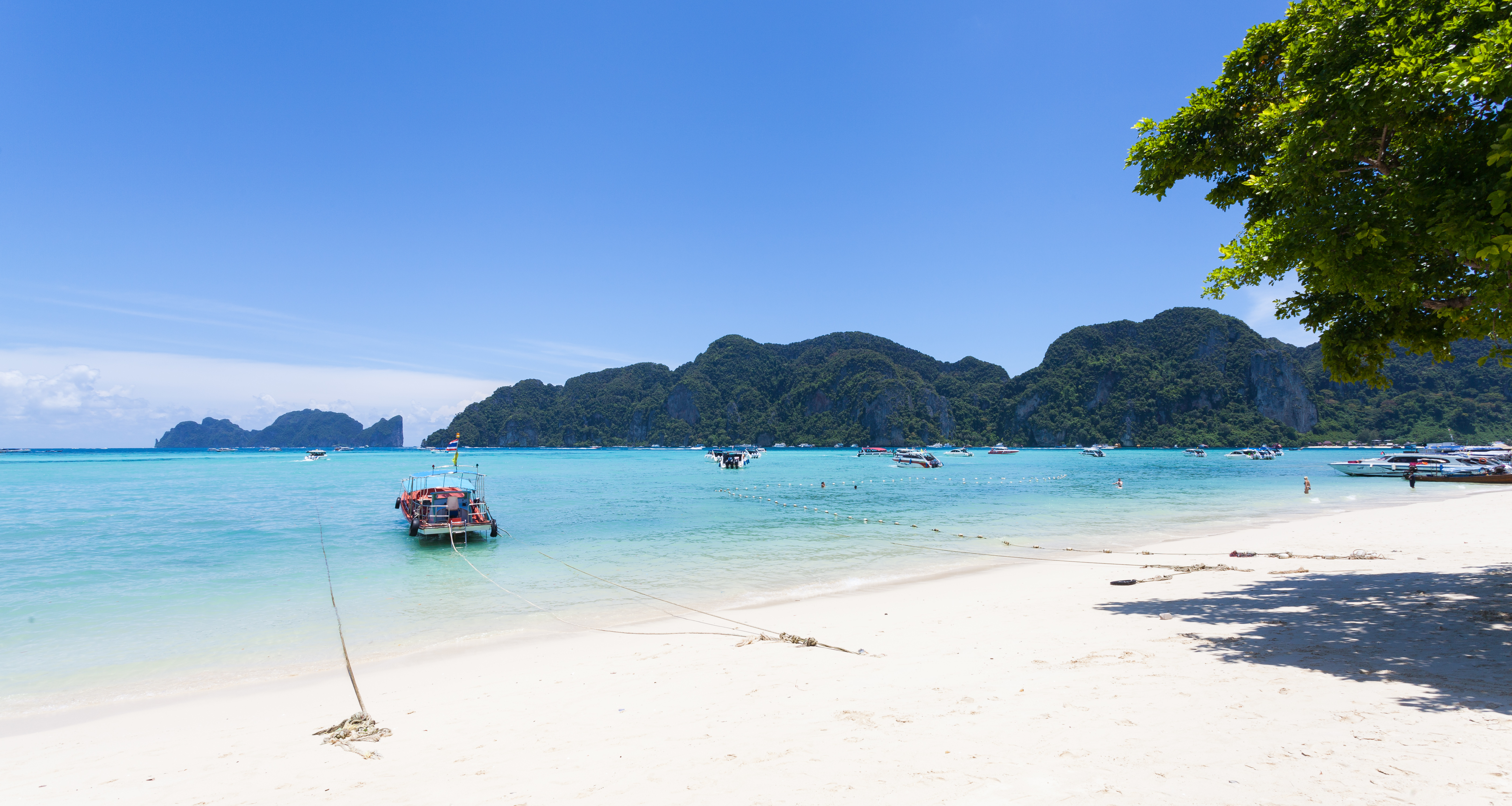
Phi Phi Don, strand

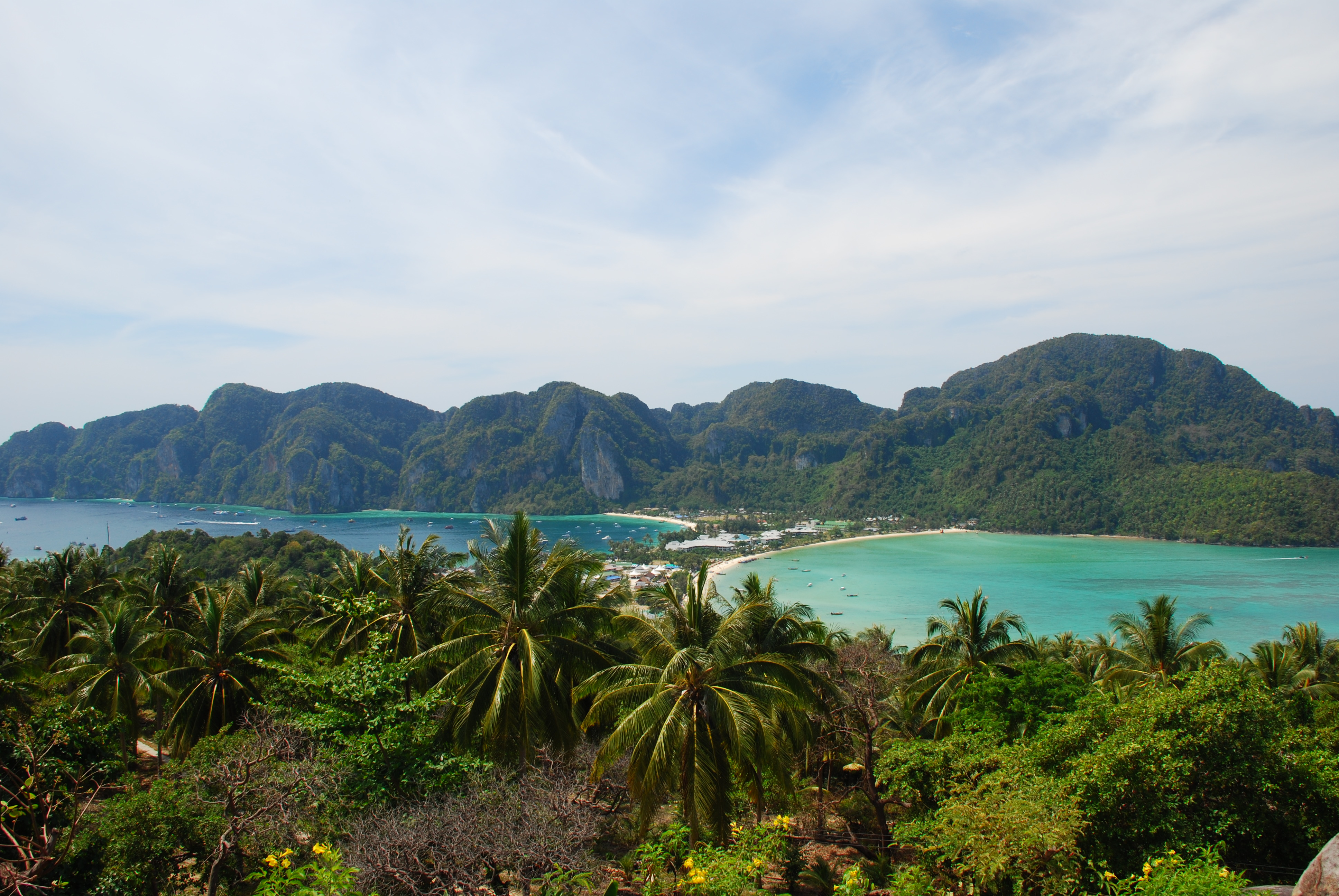
Phi Phi Don látképe nyugat felé tekintve

Ko Phiphidon (thaiul: เกาะพีพีดอน, TKÁ Ko Phiphi Don)  a Phiphi szigetcsoport legnagyobb és egyetlen állandóan lakott tagja Thaiföldön. Közigazgatásilag Krabi tartomány része.  
Mint a csoport más szigetei, nem vulkanikus eredetű, hanem főképp mészkő alkotja. Csak azért nem két sziget, hanem egy, mert két részét összeköti egy lapos földnyelv. Ezen található a sziget legnagyobb települése és a legtöbb szálláshely.

## Falvai
- Ban Laem Tong
- Laem Tong
- Ban Ton Sai
- Hat Yao

## Turizmusa

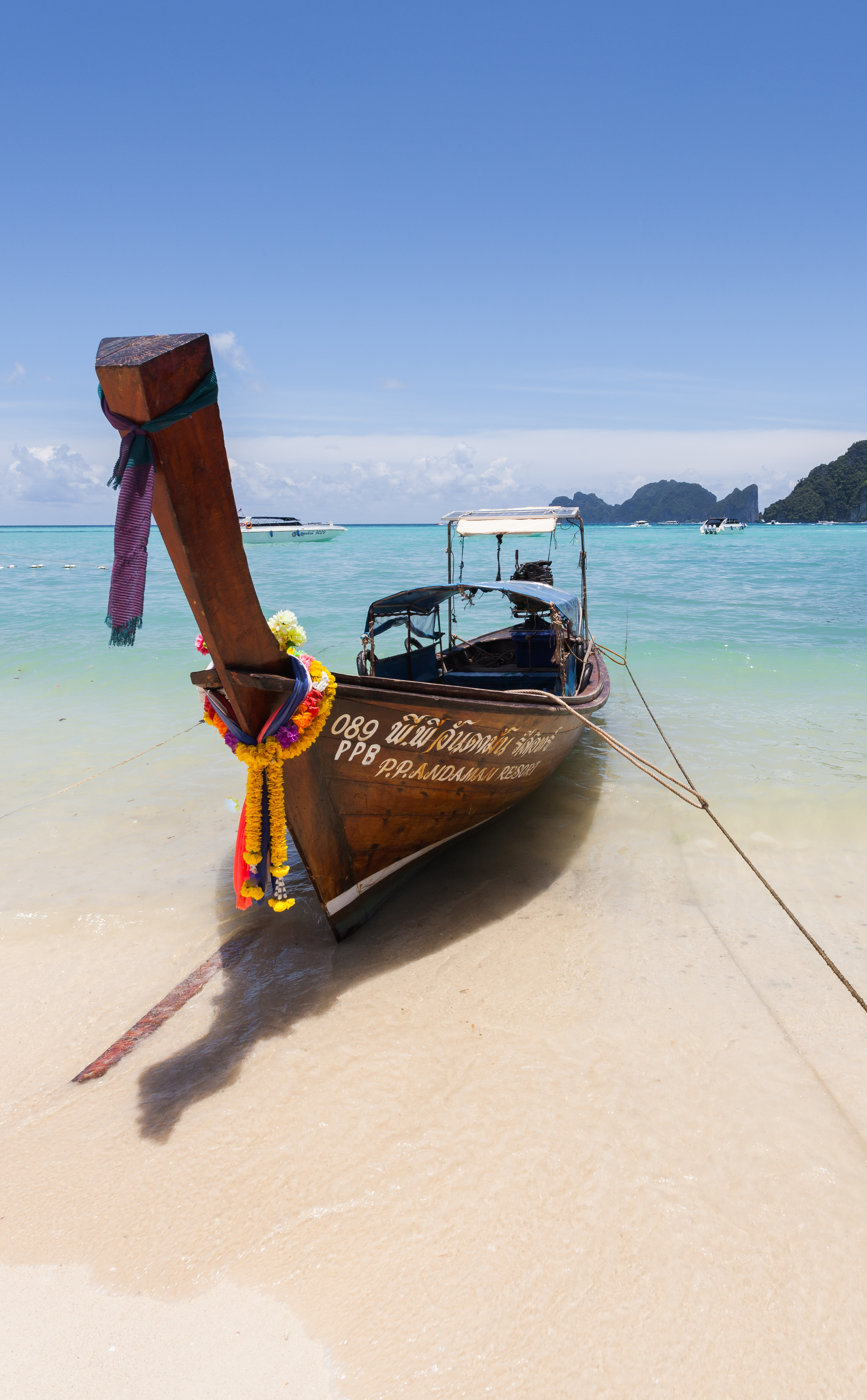
Hosszúfarkú hajó Phi Phi Don strandján

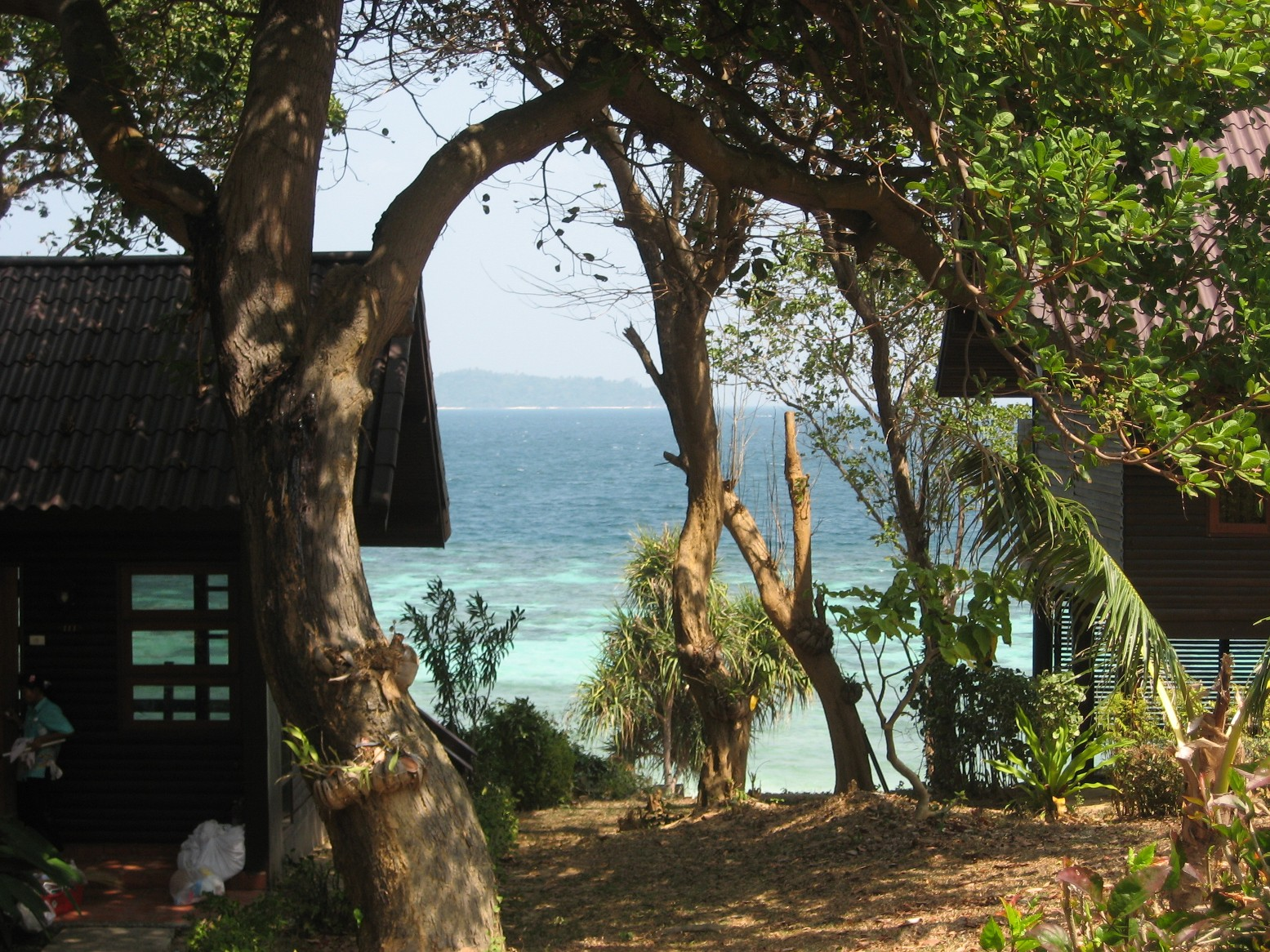
Bungalow, Phi Phi Don, 2006 február

A szigetre rengeteg turista érkezik a világ minden részéből (különösen Európából, Japánból, Kínából és a gazdagabb délkelet-ázsiai országokból, mint Szingapúr és Malajzia). A turisták többnyire komppal érkeznek a szigetre Phuket szigetről, illetve a szárazföldről, Krabi tartományból. Phuketből mintegy másfél óra az út. 11 és 15 óra között a sziget zsúfolt, mert ekkor van itt a legtöbb túrázó, akik nem itt szállnak meg. Phiphidon korábban természeti paradicsom volt, mára azonban egyes részeit (főleg a Tonszaj-öböl környékét) jelentősen átformálta a turizmus: rengeteg az étterem, üzlet, kávézó. Nyomornegyedek is vannak.

## A környezet
Bár a sziget jórésze "tengeri rezervátum", kevés történik a környezeti károk és a korallok pusztulásának megakadályozása érdekében. A népszerű strandok bizonyos részein szétszórt szemetet (konzervdobozokat és szatyrokat) lehet találni (általában a nyomornegyedek közelében). Mivel népszerű a turisták közt a pipás és a palackos búvárkosás, a helyiek felhagytak a dinamitos halászattal, ami valószínűleg a turizmusnál is jobban ártott a koralltelepeknek.
Bár kevés az erőfeszítés a környezet megóvására, Phiphidon még mindig látványosan szép hely, vegetáció borította mészkőszikláival, kilátójával és tiszta vizeivel.

## A cunami

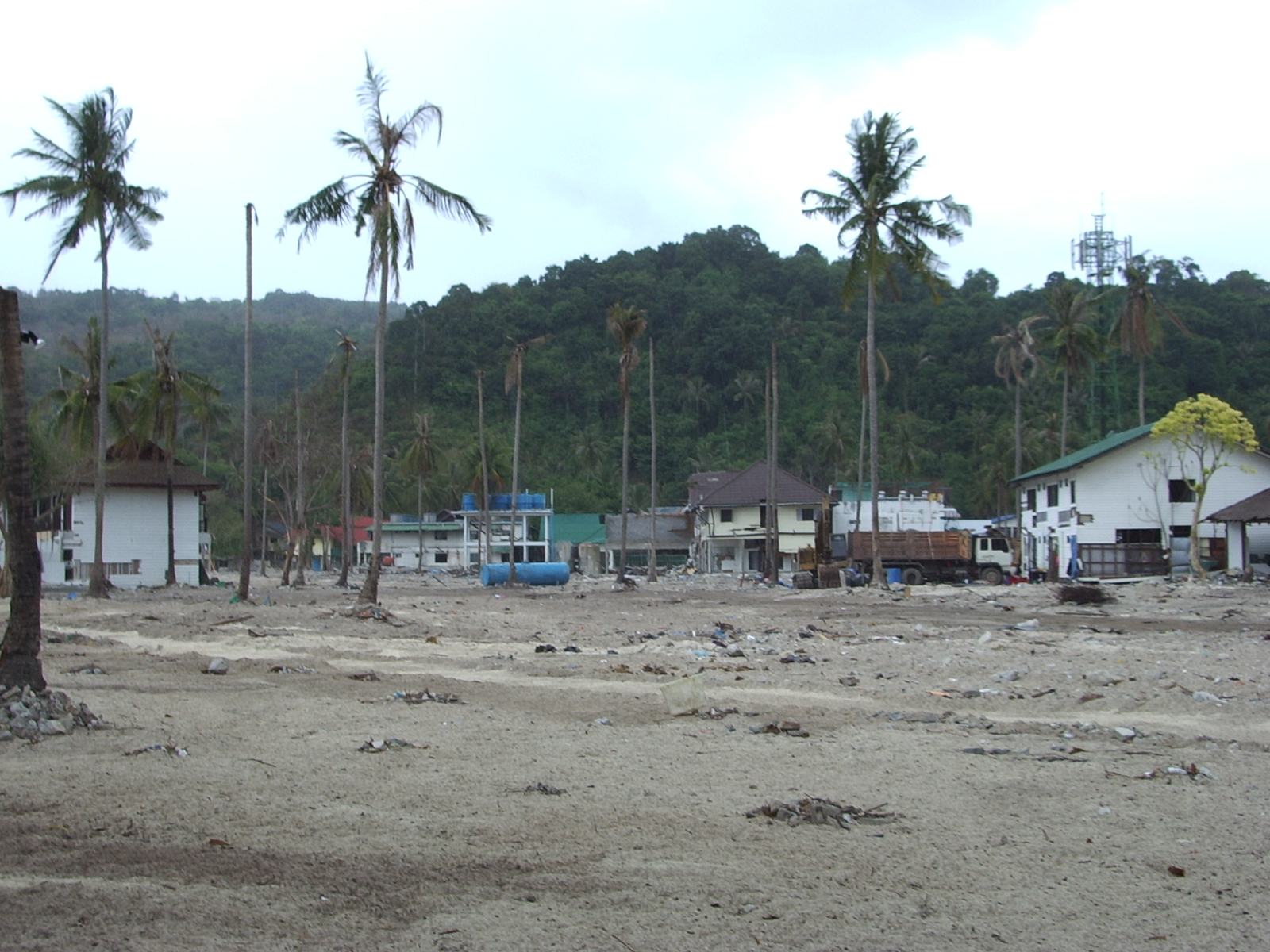
Phi Phi Don 2005 márciusában, néhány hónappal a cunami után.

2004. december 26-án több, mint ezren haltak meg Ko Phi Phin egy cunamiban.
A Lohdalum-öböl szenvedte el a legnagyobb csapást. Az itteni bungalók és éttermek többsége elpusztult. Az öböl partján van egy emlékműve a tsunami áldozatainak, ahol minden évben megemlékezést tartanak. A tsunami beözönlésének a percében gyászcsendet tartanak. 
A 2004-es tsunami három hullámban érkezett. Az első elárasztotta a Lohdalum öblöt, a második lerombolta az összes faépületet, a harmadik pedig, ami a legnagyobb volt, elpusztította a kőépületeket is. Az egész tsunami mindössze három percig tartott (10:29-től 10:32-ig), de csaknem az egész szigetet letarolta.

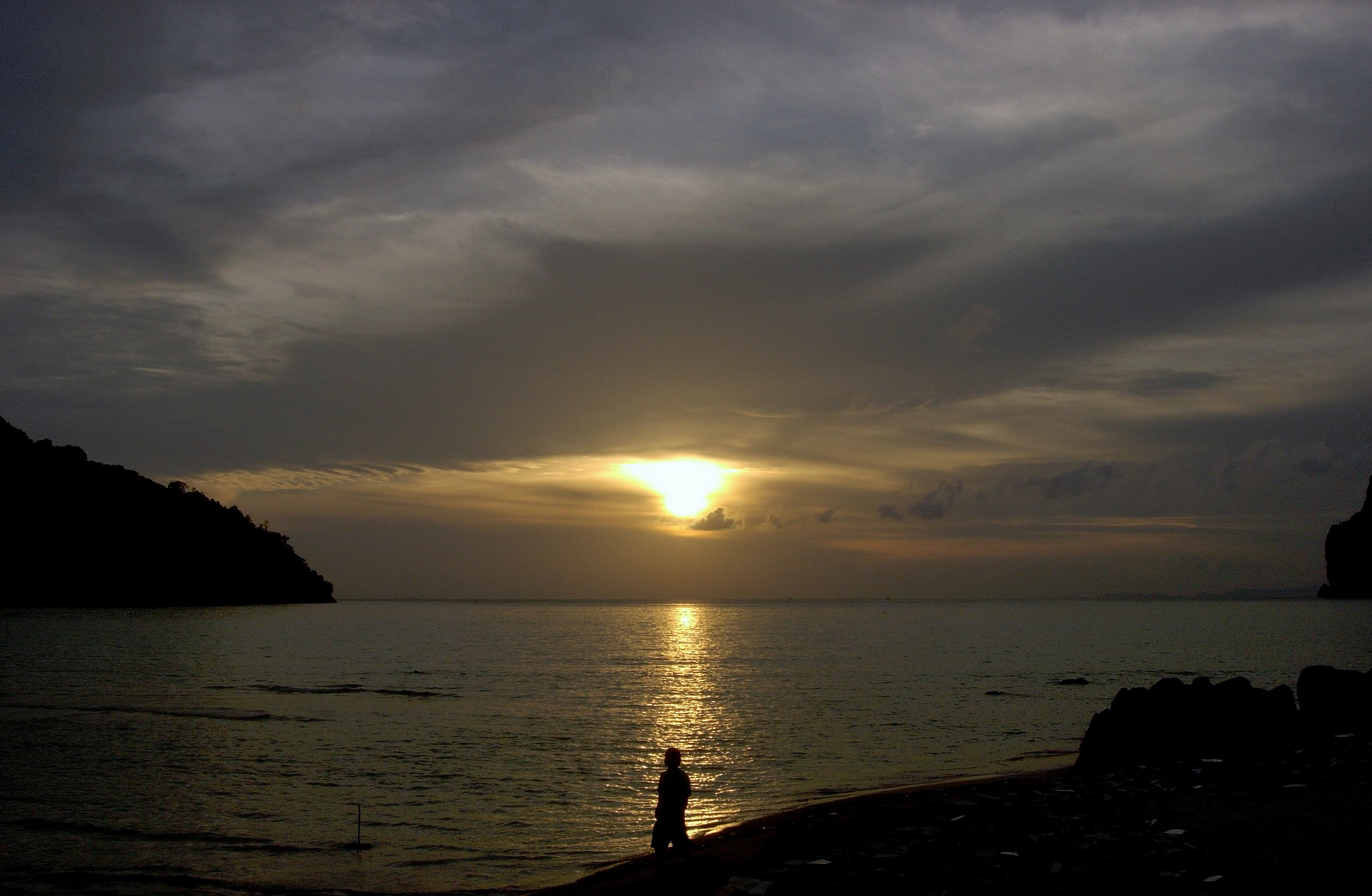
Naplemente, Lohdalum öböl

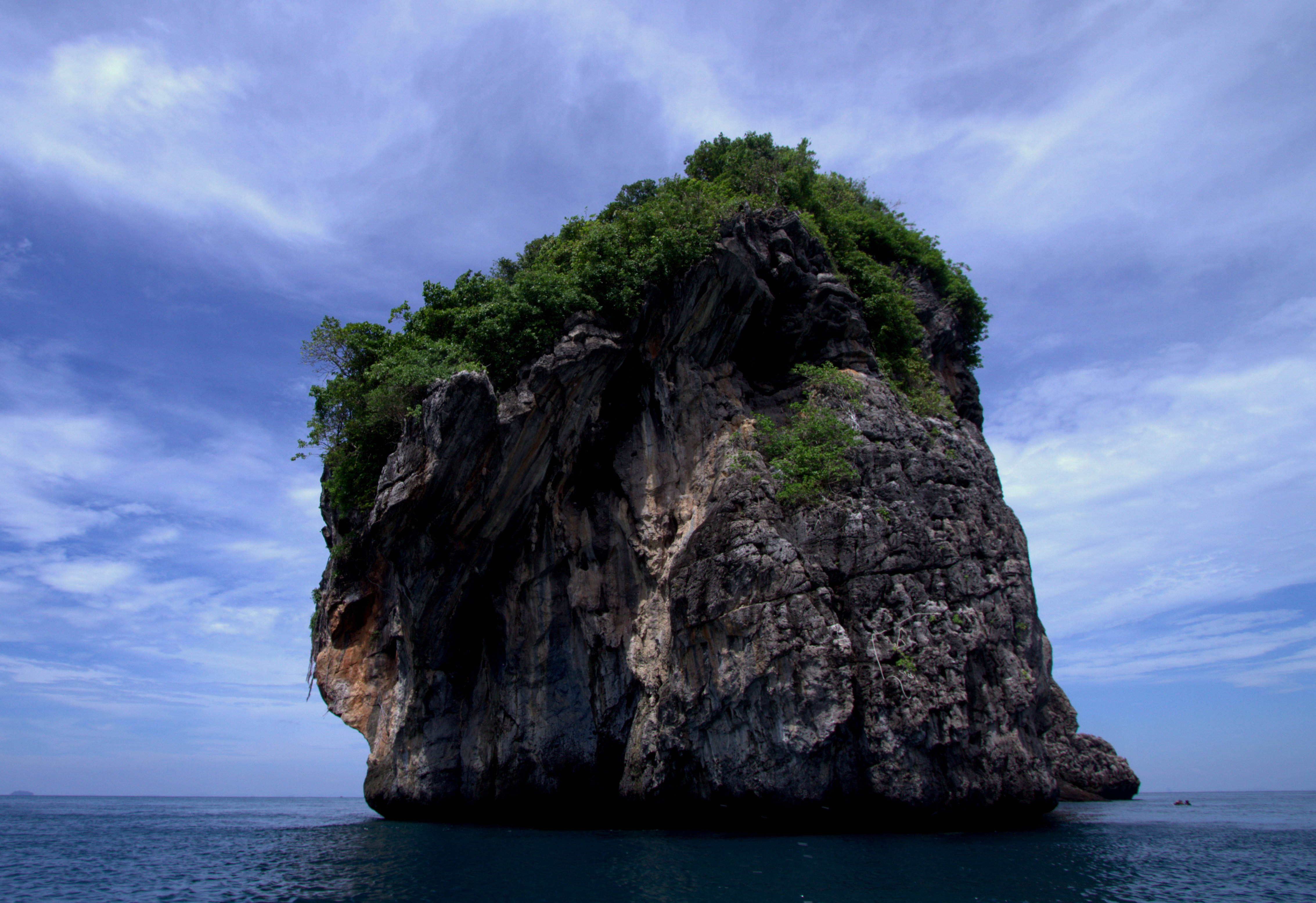
Nui-öböl, Phi Phi Don

## Fordítás
- Ez a szócikk részben vagy egészben  a   Ko Phi Phi Don című angol Wikipédia-szócikk ezen változatának fordításán alapul.  Az eredeti cikk szerkesztőit annak laptörténete sorolja fel. Ez a jelzés csupán a megfogalmazás eredetét és a szerzői jogokat jelzi, nem szolgál a cikkben szereplő információk forrásmegjelöléseként.